# 뷰티풀 프렌즈
뷰티풀 프렌즈(Bonneville)는 2006년 공개된 미국의 코미디 드라마 영화이다.

## 줄거리
아르빌라 홀든은 남편 조가 보르네오 여행 중 사망하자 화장하여 유골을 가지고 아이다호 포카텔로의 집으로 돌아온다. 조의 첫 결혼에서 얻은 딸 프랑신은 아버지의 유골을 몬테시토의 가족 묘지에 묻어야 한다며 유골을 내놓으라고 요구하고, 협조하지 않으면 아르빌라에게 상속된 집을 팔겠다고 협박한다. 마지못해 아르빌라는 유골을 옮기기로 하고, 자신의 절친이자 실직한 전직 교사인 마진, 독실한 몰몬교도인 캐롤과 함께 추모식에 가기로 한다.
세 여성은 1966년형 폰티악 본네빌 컨버터블을 타고 솔트레이크시티 공항으로 향하지만, 아르빌라는 신혼여행 때 조와 함께 갔던 본네빌 소금 평원으로 우회하기로 한다. 소금 평원을 달리던 중 유골함 뚜껑이 떨어져 유골 일부가 바람에 날아가자, 아르빌라는 조의 마지막 바람을 존중하여 20년간의 결혼 생활 동안 방문했던 다른 장소에 유골을 흩뿌리기로 결심한다. 이 계획 변경으로 세 여성은 브라이스 캐니언 국립공원, 스컬 밸리, 파웰 호수, 라스베이거스, 팜스프링스 근처 사막까지 로드 트립을 떠나게 된다. 여행 중 그들은 아버지에 대해 찾아 헤매는 젊은 남자 보 더글러스와 아내가 죽은 후 줄곧 도로 위를 달려온 노년의 장거리 트럭 운전사 에밋을 만나게 되고, 그 과정에서 세 여성은 우정과 함께 자기 자신을 발견하며 또 한 번의 성장을 경험한다.

## 출연

### 주연
- 제시카 랭
- 캐시 베이츠
- 조안 알렌

### 조연
- 톰 스커릿
- 크리스틴 바란스키
- 빅터 라숙
- 톰 아만데스
- 톰 우팻
- 제이슨 크리크
- 아라벨라 필드
- 브루스 뉴볼드
- 스티브 오닐
- 조디 러셀

## 기타
- 라인프로듀서: 제프 T. 밀러
- 협력프로듀서: 로렌 팀몬스
- 세트: 레스 부스
- 의상: 수 갠디
- 배역: 에이비 코프먼
- 배역: 주디 맥키